# Метиндион
Метиндион (Methindionum). 2—метиламино-2-этилиндандиона-1,3-гидрохлорид.

## Общая информация
Метиндион является производным индандиона. По строению близок к антикоагулянту фенилину, однако отличается тем, что относится к аминопроизводным и антикоагулянтного действия не оказывает. По фармакологическим свойствам является избирательно действующим противосудорожным средством. Снотворного и седативного действия не оказывает.
Применяют при больших формах эпилепсии с тонико-клоническими и психомоторными пароксизмами. Показан также при депрессивных, сенестопатических и ипохондрических расстройствах у больных эпилепсией.
Назначают внутрь после еды взрослым по 0,25 г на приём. Больные эпилепсией с частыми припадками принимают препарат по 6 раз в день с интервалами 1,5—2 ч (суточная доза 1,5 г). При редких припадках назначают ту же разовую дозу по 4—5 раз в день (суточная доза 1—1,25 г).
При необходимости метиндион сочетают с фенобарбиталом, а также с бензодиазепиновыми препаратами (сибазоном, нитразепамом).
Переход на лечение метиндионом, как и переход на другие противоэпилептические препараты, должен быть постепенным, с последовательным уменьшением дозы предыдущего препарата и увеличением дозы метиндиона.
При психопатологических нарушениях у больных эпилепсией препарат назначают по 0, 25 г 4 раза в день.
Препарат обычно хорошо переносится. В отдельных случаях наблюдаются головокружение, тошнота, тремор пальцев рук; в этих случаях понижают дозу.

## Противопоказания
Препарат противопоказан при выраженной тревоге и напряжении.

## Физические свойства
Белый или белый с желтоватым или розоватым оттенком кристаллический порошок. Легко растворим в воде и спирте.

## Форма выпуска
Форма выпуска: таблетки по 0, 25 г.